# جون يونغ (سياسي أمريكي)
جون يونغ (بالإنجليزية: John Young)‏ هو محامي وسياسي أمريكي، ولد في 12 يونيو 1802 في تشيلسي في الولايات المتحدة، وتوفي في 23 أبريل 1852 في نيويورك في الولايات المتحدة بسبب سل. حزبياً، نشط في حزب اليمين. وقد انتخب عضو جمعية ولاية نيويورك وانتخب حاكم نيويورك ‏ (1847 – 31 ديسمبر 1848) وانتخب عضو مجلس النواب الأمريكي عن دائرة New York's 30th congressional district ‏ (9 نوفمبر 1836 – 3 مارس 1837).